# Hans van Brummen
J. (Hans) van Brummen (Rotterdam, 2 maart 1945) is een Nederlands politicus van de PvdA.
Hij werd geboren als zoon van een boekverkoper en na zijn middelbare school ging hij bij zijn vader in de zaak werken. Later werd hij manager van de boekenafdeling van De Bijenkorf in Eindhoven en enkele jaren later kreeg hij een functie op het hoofdkantoor in Amsterdam bij de afdeling 'Centrale Inkoop'.
Van Brummen werd in 1978 gemeenteraadslid in Boxtel waar hij ook wethouder is geweest voor hij in 1989 burgemeester werd van Terheijden. Die gemeente werd bij de gemeentelijke herindeling van 1 januari 1997 opgeheven en op die datum werd hij burgemeester van Dongen. In 2004 scheidde hij en kort daarop begon hij een relatie met een bijna 30 jaar jongere communicatieadviseuse bij zijn gemeente. Hij trouwde haar maar na 4 maanden was ook die relatie voorbij. Als gevolg van aanhoudende geruchten in Dongen over andere relaties die hij zou hebben besloot Van Brummen in 2005 vervroegd met pensioen te gaan. Daarna is hij van 2006 tot 2010 wethouder in Oosterhout geweest. In november 2011 werd hij weer wethouder; dit keer in Drimmelen. Vanaf september 2012 was Van Brummen een jaar lang waarnemend burgemeester van Boxtel.